# Wilhelm Heinrich Schroeder
Wilhelm Heinrich Schroeder (* 3. September 1827 in Krefeld; † 16. Dezember 1906 ebenda) war ein deutscher Textilfabrikant.

## Leben
Wilhelm Heinrich Schroeder war Sohn des Gerbers Johann Schroeder und mit Karoline van den Kerkhoff verheiratet. Er begründete die Seidenfabrik Wm. Schroeder & Co., eine der in den 1860er-Jahren modernsten Textilfabriken in Moers, und vergrößerte sie zur bedeutendsten Deutschlands. Zur Blütezeit der Produktion im Jahr 1889 waren dort etwa 750 Arbeiter beschäftigt, die im Akkord bis zu 570 Webstühle bedienen konnten. Wilhelm Schroeder stellte mit seinen im ganzen Reich verbreiteten Fabriken eine herausragende Dominanz im Textilsektor dar. Er verkaufte erfolgreich seine Produkte bis in die USA. Wilhelm Schroeder führte zudem schon früh Arbeitnehmervergünstigungen (z. B. eine betriebseigene Sparkasse) ein.

## Ehrungen
Die Stadt Moers hat am 5. Mai 1923 die Wilhelmstraße zu seinen Ehren in Wilhelm-Schroeder-Straße umbenannt.